# Pico Vispieres

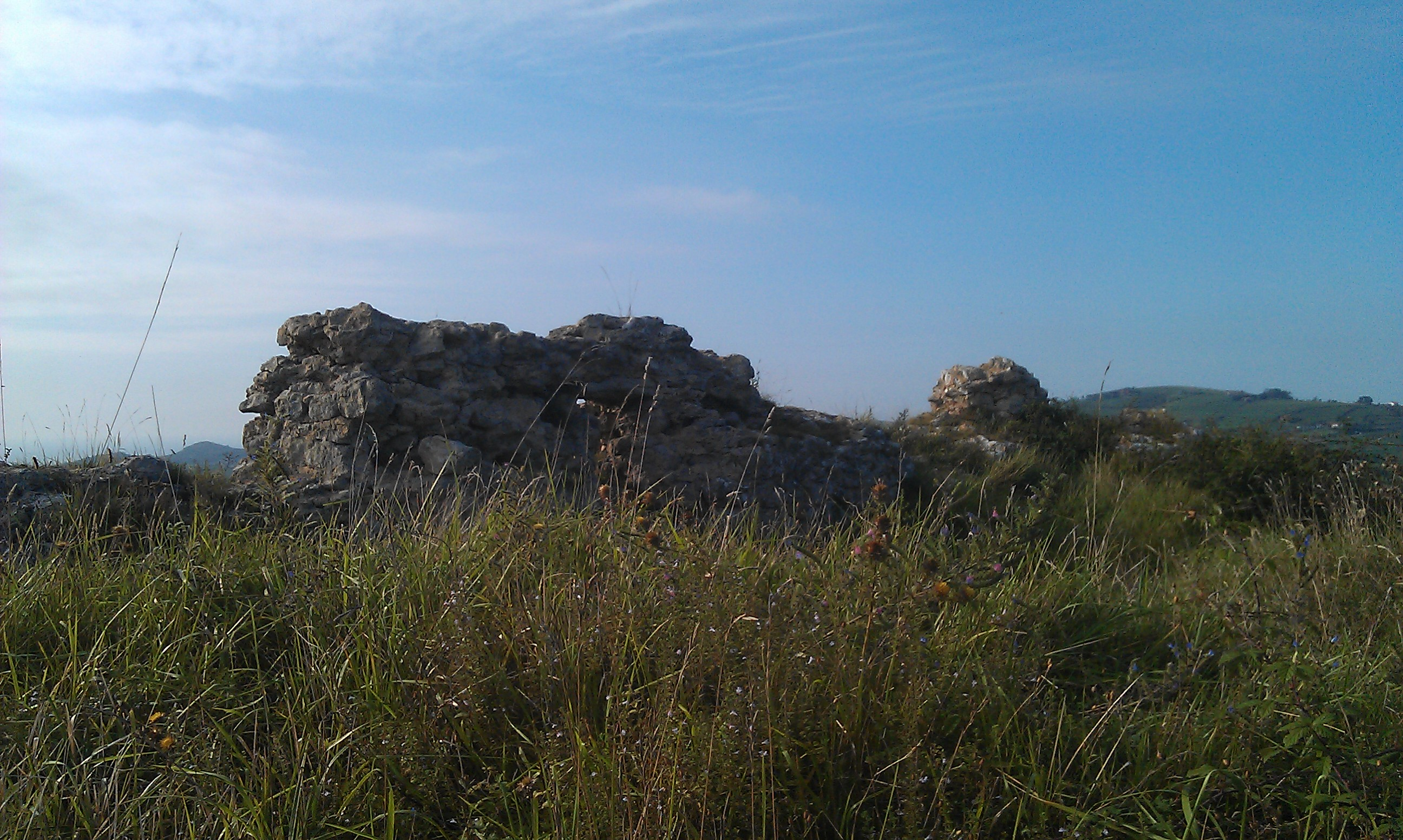
Restos del castillo en el monte.

El pico Vispieres o Castillo es un pequeño monte situado dentro del término municipal de Santillana del Mar (Cantabria, España), a cuyos pies se encuentra el pueblo de Vispieres. Tiene una altitud de 226 m s. n. m. y se encuentra a unos 6 km de la villa de Santillana. Cerca de su cumbre existen los restos de una antigua fortaleza medieval (el castillo de Vispieres), a su vez construida sobre otra de origen romano, donde aun anteriormente habría existido un pequeño castro cántabro.